# Сечняк, Лев Константинович
Лев Константинович Сечняк (укр. Сечняк Лев Костянтинович; 1924—2000) — советский и украинский учёный-селекционер, доктор сельскохозяйственных наук (1974), академик Всесоюзной академии сельскохозяйственных наук имени Ленина (ВАСХНИЛ, 1985), академик Украинской академии аграрных наук.
Автор около 200 научных трудов, из них 7 монографий. Его научные исследования посвящены изучению экологических основ семеноводства, урожайных качеств семян и путей их повышения.

## Биография
Родился 4 апреля 1924 года в городе Миргороде Полтавской области.
Участник Великой Отечественной войны. Служил механиком в Высшей офицерской школе воздушного боя ВВС СССР. После окончания войны, в 1948 году окончил Всесоюзный сельскохозяйственный институт заочного обучения (ныне Российский государственный аграрный заочный университет).
В 1953—1955 годах работал заведующим отделом, в 1955—1957 годах исполнял обязанности заместителя директора Крымской государственной комплексной сельскохозяйственной опытной станции. В 1957—1962 годах был старшим научным сотрудником Крымской областной сельскохозяйственной опытной станции. Член КПСС с 1961 года. В 1962—1971 годах — заместитель директора по науке Крымской областной сельскохозяйственной опытной станции. В 1972—1978 годах — заместитель директора по научной работе, в 1978—1987 годах — директор, в 1987—1989 годах — старший научный сотрудник Всесоюзного селекционно-генетического института ВАСХНИЛ (отделение в городе Одессе). Затем работал заведующим лабораторией семеноводства этого же института. В 1973 году защитил докторскую диссертацию на тему «Изучение реакции сортов озимой пшеницы на агрофон и последействие условий выращивания на урожайные качества семян». В 1986—1990 годах Лев Сечняк был кандидатом в члены ЦК Компартии Украины.
Выйдя на пенсию проживал в Одессе, где и умер 8 августа 2000 года.
Был награждён двумя орденами Трудового Красного Знамени (1971, 1977), орденами «Знак Почета» (1966) и Отечественной войны II степени (1985), а также медалями. Был удостоен Почётной грамоты Президиума Верховного Совета Украинской ССР (1984).